# Нюнинга, Клас
Клас Нюнинга (нидерл. Klaas Nuninga; род. 7 ноября 1940, Винсхотен, Гронинген) — нидерландский футболист, завершивший игровую карьеру. Выступал на позиции нападающего за команды ГВАВ, «Аякс» и ДВС.

## Биография

### Клубная карьера
Клас Нюнинга начал свою футбольную карьеру в юношеском клубе ВВВ из города Винсхотен провинции Гронинген. В 1961 году Клас перешёл в клуб ГВАВ из города Гронингена. В составе клуба Клас провёл 88 матчей и забил 42 мяча. В 1964 году Нюнинга перешёл а амстердамский «Аякс».
В своём первом сезоне за «Аякс» Клас стал лучшим бомбардиром клуба забив 14 мячей в 29 матчах Чемпионата Нидерландов сезона 1964/1965, а лучшим бомбардиром чемпионата стал игрок клуба ДВС Франс Гёртсен забивший 23 мяча.
В составе «Аякса» Клас трижды становился чемпионом Нидерландов и один раз обладателем Кубка Нидерландов. Всего, Нюнинга сыграл за «Аякс» 155 матчей и забил 77 мячей. В 1969 году Клас перешёл в амстердамский ДВС. В 1972 году Клас завершил свою футбольную карьеру в возрасте 32 лет.

### Карьера в сборной
В национальной сборной Нидерландов Нюнинга дебютировал 11 сентября 1963 года в матче против сборной Люксембурга. В своём первом же матче Клас забил гол, который помог его сборной сыграть вничью 1:1. Всего, в составе сборной Клас сыграл 19 матчей и забил 4 мяча. Свой последний матч за сборную Нюнинга провёл 4 октября 1967 года в игре против сборной Дании, матч завершился победой датчан со счётом 3:2.

## Статистика

### Матчи Нюнинги за сборную Нидерландов
| Матчи Нюнинги за сборную Нидерландов | Матчи Нюнинги за сборную Нидерландов | Матчи Нюнинги за сборную Нидерландов | Матчи Нюнинги за сборную Нидерландов | Матчи Нюнинги за сборную Нидерландов | Матчи Нюнинги за сборную Нидерландов |
| ------------------------------------ | ------------------------------------ | ------------------------------------ | ------------------------------------ | ------------------------------------ | ------------------------------------ |
| №                                    | Дата                                 | Соперник                             | Счёт                                 | Голы Нюнинги                         | Соревнование                         |
| 1                                    | 11 сентября 1963                     | Люксембург                           | 1:1                                  | 1                                    | Чемпионат Европы 1964 (отбор)        |
| 2                                    | 22 марта 1964                        | Бельгия                              | 0:0                                  | —                                    | Товарищеский матч                    |
| 3                                    | 12 апреля 1964                       | Австрия                              | 1:1                                  | 1                                    | Товарищеский матч                    |
| 4                                    | 29 апреля 1964                       | Швеция                               | 0:1                                  | —                                    | Товарищеский матч                    |
| 5                                    | 24 мая 1964                          | Албания                              | 2:0                                  | —                                    | Чемпионат мира 1966 (отбор)          |
| 6                                    | 9 декабря 1964                       | Англия                               | 1:1                                  | —                                    | Товарищеский матч                    |
| 7                                    | 26 января 1965                       | Израиль                              | 1:0                                  | —                                    | Товарищеский матч                    |
| 8                                    | 23 марта 1966                        | ФРГ                                  | 2:4                                  | 1                                    | Товарищеский матч                    |
| 9                                    | 17 апреля 1966                       | Бельгия                              | 3:1                                  | —                                    | Товарищеский матч                    |
| 10                                   | 11 мая 1966                          | Шотландия                            | 3:0                                  | 1                                    | Товарищеский матч                    |
| 11                                   | 7 сентября 1966                      | Венгрия                              | 2:2                                  | —                                    | Чемпионат Европы 1968 (отбор)        |
| 12                                   | 18 сентября 1966                     | Австрия                              | 1:2                                  | —                                    | Товарищеский матч                    |
| 13                                   | 6 ноября 1966                        | Чехословакия                         | 1:2                                  | —                                    | Товарищеский матч                    |
| 14                                   | 30 ноября 1966                       | Дания                                | 2:0                                  | —                                    | Чемпионат Европы 1968 (отбор)        |
| 15                                   | 5 апреля 1967                        | ГДР                                  | 3:4                                  | —                                    | Чемпионат Европы 1968 (отбор)        |
| 16                                   | 16 апреля 1967                       | Бельгия                              | 0:1                                  | —                                    | Товарищеский матч                    |
| 17                                   | 10 мая 1967                          | Венгрия                              | 1:2                                  | —                                    | Чемпионат Европы 1968 (отбор)        |
| 18                                   | 13 сентября 1967                     | ГДР                                  | 1:0                                  | —                                    | Чемпионат Европы 1968 (отбор)        |
| 19                                   | 4 октября 1967                       | Дания                                | 2:3                                  | —                                    | Чемпионат Европы 1968 (отбор)        |

Итого: 19 матчей / 4 гола; 6 побед, 5 ничьих, 8 поражений.

## Достижения
- Чемпион Нидерландов: 1966, 1967, 1968
- Обладатель Кубка Нидерландов: 1967

## После футбола
После завершения игровой карьеры Нюнинга занялся бизнесом. Клас также был членом правления «Аякса».